# Bouzonville-aux-Bois
Bouzonville-aux-Bois ist eine französische Gemeinde mit 419 Einwohnern (Stand: 1. Januar 2022) im Département Loiret in der Region Centre-Val de Loire. Sie gehört zum Arrondissement Pithiviers und zum Kanton Le Malesherbois.
Sie grenzt im Norden an Ascoux, im Osten an Bouilly-en-Gâtinais, im Süden an Vrigny und im Westen an Laas.
Durch die Gemeinde führt die ehemalige Route nationale 721.

## Bevölkerungsentwicklung
| Jahr      | 1962 | 1968 | 1975 | 1982 | 1990 | 1999 | 2008 | 2018 |
| --------- | ---- | ---- | ---- | ---- | ---- | ---- | ---- | ---- |
| Einwohner | 212  | 215  | 214  | 273  | 306  | 344  | 420  | 421  |

## Sehenswürdigkeit

Kirche Saint-Laurent

- Kirche Saint-Laurent